# Otočić Veruda
Otočić Veruda är en ö i Kroatien.   Den ligger i länet Istrien, i den västra delen av landet, 200 km sydväst om huvudstaden Zagreb. Arean är 0,22 kvadratkilometer.
Terrängen på Otočić Veruda är platt. Öns högsta punkt är 19 meter över havet. Den sträcker sig 0,6 kilometer i nord-sydlig riktning, och 0,5 kilometer i öst-västlig riktning.